# Championnat du Chili de football 1999
Navigation
Saison précédente Saison suivante
La saison 1999 du Championnat du Chili de football est la soixante-septième édition du championnat de première division au Chili. Les seize meilleurs clubs du pays sont regroupés au sein d'une poule unique où ils s'affrontent deux fois au cours de la saison, à domicile et à l'extérieur. À l'issue de cette première phase, les huit premiers jouent la poule pour le titre et les huit derniers la poule de relégation, dont les deux derniers du classement sont relégués et remplacés par les deux meilleurs clubs de Segunda División, la deuxième division chilienne tandis que les 13e et 14e doivent passer par le barrage de promotion-relégation.
C'est le CF Universidad de Chile qui remporte le championnat cette saison après avoir terminé en tête du classement final, avec trois points d'avance sur le CD Universidad Católica et sept sur le Club de Deportes Cobreloa. C'est le dixième titre de champion du Chili de l'histoire du club.
À partir de cette saison, trois places sont qualificatives pour la Copa Libertadores, qui a été étendue à 32 équipes, du fait de la suppression de la Copa CONMEBOL. Ces trois places sont attribuées aux trois premiers du classement de la poule pour le titre.

## Les clubs participants
| - Colo Colo - CD Universidad Católica - CF Universidad de Chile - CSD Rangers - CD Coquimbo Unido - Club de Deportes Cobresal - Promu de Segunda División - Club de Deportes Cobreloa - Club Deportivo Huachipato | - Club Deportivo O'Higgins - Promu de Segunda División - Deportes La Serena - CD Puerto Montt - Audax Italiano - Club Deportivo Palestino - CD Santiago Morning - Promu de Segunda División - Club Deportes Concepción - Club de Deportes Iquique |

## Compétition
Le barème utilisé pour établir le classement est le suivant :
- Victoire : 3 points
- Match nul : 1 point
- Défaite : 0 point

### Première phase
| Rang | Équipe                     | Pts | J  | G  | N  | P  | Bp | Bc | Diff |
| ---- | -------------------------- | --- | -- | -- | -- | -- | -- | -- | ---- |
| 1    | CF Universidad de Chile    | 75  | 30 | 23 | 6  | 1  | 66 | 27 | +39  |
| 2    | CD Universidad Católica    | 64  | 30 | 19 | 7  | 4  | 67 | 31 | +36  |
| 3    | Club de Deportes Cobreloa  | 56  | 30 | 16 | 8  | 6  | 62 | 29 | +33  |
| 4    | Colo ColoT                 | 49  | 30 | 13 | 10 | 7  | 45 | 37 | +8   |
| 5    | Audax Italiano             | 41  | 30 | 11 | 8  | 11 | 42 | 37 | +5   |
| 6    | Club Deportivo Huachipato  | 41  | 30 | 11 | 8  | 11 | 46 | 47 | -1   |
| 7    | Club Deportivo Palestino   | 39  | 30 | 11 | 6  | 13 | 48 | 53 | -5   |
| 8    | CD Santiago MorningP       | 38  | 30 | 10 | 8  | 12 | 41 | 41 | 0    |
| 9    | CD Puerto Montt            | 38  | 30 | 10 | 8  | 12 | 52 | 55 | -3   |
| 10   | Club Deportivo O'HigginsP  | 38  | 30 | 11 | 5  | 14 | 47 | 59 | -12  |
| 11   | Deportes Concepción        | 35  | 30 | 9  | 8  | 13 | 38 | 41 | -3   |
| 12   | Club de Deportes CobresalP | 35  | 30 | 9  | 8  | 13 | 39 | 45 | -6   |
| 13   | Club de Deportes Iquique   | 32  | 30 | 8  | 8  | 14 | 37 | 47 | -10  |
| 14   | CD Coquimbo Unido          | 28  | 30 | 6  | 10 | 14 | 44 | 70 | -26  |
| 15   | CSD Rangers                | 24  | 30 | 6  | 6  | 18 | 26 | 52 | -26  |
| 16   | Deportes La Serena         | 24  | 30 | 4  | 12 | 14 | 30 | 59 | -29  |

|  | Participation à la poule pour le titre            |
|  | Participation à la poule de relégation            |
|  | T : Tenant du titre P : Promu de Segunda Division |

### Deuxième phase

#### Poule pour le titre
Les équipes conservent un quart de leur total de points acquis en première phase et l'ensemble des scores (buts marqués et encaissés).
| Rang | Équipe                    | Pts | J  | G | N | P | Bp  | Bc | Diff |
| ---- | ------------------------- | --- | -- | - | - | - | --- | -- | ---- |
| 1    | CF Universidad de Chile   | 47  | 14 | 8 | 4 | 2 | 90  | 43 | +47  |
| 2    | CD Universidad Católica   | 44  | 14 | 8 | 4 | 2 | 102 | 50 | +52  |
| 3    | Club de Deportes Cobreloa | 40  | 14 | 8 | 2 | 4 | 94  | 49 | +45  |
| 4    | Colo ColoT                | 30  | 14 | 5 | 3 | 6 | 62  | 57 | +5   |
| 5    | CD Santiago MorningP      | 25  | 14 | 3 | 6 | 5 | 65  | 66 | -1   |
| 6    | Club Deportivo Palestino  | 25  | 14 | 4 | 3 | 7 | 73  | 88 | -15  |
| 7    | Audax Italiano            | 23  | 14 | 3 | 4 | 7 | 59  | 60 | -1   |
| 8    | Club Deportivo Huachipato | 20  | 14 | 2 | 4 | 8 | 62  | 79 | -17  |

|  | Qualification pour la Copa Libertadores 2000      |
|  | T : Tenant du titre P : Promu de Segunda Division |

#### Poule de relégation
Les équipes conservent la totalité des points acquis en première phase.
| Rang | Équipe                     | Pts | J  | G  | N  | P  | Bp | Bc | Diff |
| ---- | -------------------------- | --- | -- | -- | -- | -- | -- | -- | ---- |
| 1    | Club Deportivo O'HigginsP  | 62  | 44 | 18 | 8  | 18 | 77 | 86 | -9   |
| 2    | Club Deportes Concepción   | 60  | 44 | 16 | 12 | 16 | 60 | 59 | +1   |
| 3    | CD Coquimbo Unido          | 59  | 44 | 15 | 14 | 15 | 77 | 84 | -7   |
| 4    | CD Puerto Montt            | 54  | 44 | 14 | 12 | 18 | 71 | 84 | -13  |
| 5    | Club de Deportes CobresalP | 53  | 44 | 14 | 11 | 19 | 64 | 75 | -11  |
| 6    | Club de Deportes Iquique   | 51  | 44 | 13 | 12 | 19 | 65 | 72 | -7   |
| 7    | CSD Rangers                | 38  | 44 | 10 | 8  | 26 | 52 | 78 | -26  |
| 8    | Deportes La Serena         | 33  | 44 | 7  | 12 | 25 | 53 | 97 | -44  |

|  | Participation au barrage de promotion-relégation |
|  | Relégation directe en Segunda Division           |
|  | P : Promu de Segunda Division                    |

#### Barrage de promotion-relégation
Les 5e et 6e du classement affrontent en barrage les 3e et 4e de Segunda División. Les duels ont lieu sous forme de matchs aller-retour.
| Équipe 1                        | Résultat | Équipe 2                  | Aller | Retour |
| ------------------------------- | -------- | ------------------------- | ----- | ------ |
| Provincial Osorno (D2)          | 7 - 5    | Club de Deportes Cobresal | 4 - 3 | 3 - 2  |
| CD Everton de Viña del Mar (D2) | 2 - 0    | Club de Deportes Iquique  | 1 - 0 | 1 - 0  |

## Bilan de la saison
| Championnat du Chili de football 1999 |                                                                                   |
| Champion                              | CF Universidad de Chile (10e titre)                                               |
| Coupes et trophées                    |                                                                                   |
| Vainqueur de la Coupe du Chili 1999   | Non disputée                                                                      |
| Qualifications continentales          |                                                                                   |
| Copa Libertadores 2000                | CF Universidad de Chile                                                           |
| Copa Libertadores 2000                | CD Universidad Católica                                                           |
| Copa Libertadores 2000                | Club de Deportes Cobreloa                                                         |
| Copa Mercosur 2000                    | Colo Colo                                                                         |
| Copa Mercosur 2000                    | CD Universidad Católica                                                           |
| Copa Mercosur 2000                    | CF Universidad de Chile                                                           |
| Promotions et relégations             |                                                                                   |
| Promus en Primera División            | Provincial Osorno CD Everton de Viña del Mar Unión Española Santiago Wanderers    |
| Relégués en Segunda División          | Club de Deportes Cobresal Club de Deportes Iquique CSD Rangers Deportes La Serena |